# Jökulsá á Brú
Die Jökulsá á Brú (auch Jökulsá á Dal oder Jökla genannt) ist ein Fluss im Nordosten Islands.
Von seiner ursprünglichen Länge von 150 km (womit er der längste Fluss in der Region Austurland ist) sind 25 km im Hálslón-Stausee des Kárahnjúkar-Kraftwerks komplett aufgestaut. Damit ging seine Wassermenge von 205 m³/s auf 95 m³/s zurück, die sich jetzt nur noch aus den Zuflüssen unterhalb der Staumauer bilden. Ursprünglich transportierte sie als „schmutzigster Fluss Islands“ in einer Stunde etwa 120 t Gestein in Richtung Nordatlantik. Das aufgestaute Wasser wird in den Lagarfljót umgeleitet.
Wegen der hohen Strömung kann der Fluss nirgends gefurtet werden. Teilweise zwängt er sich durch so enge Schluchten, dass man angeblich darüber hinweg springen könne. Schriftlich belegt ist die erste Brücke (Brú) von 1625. Die aktuelle Brücke der Ringstraße Hringvegur über die Jökulsá á Brú wurde im Jahr 1994 gebaut, als die Straße nach Egilsstaðir ausgebaut wurde. Die vorherige Brücke steht noch etwas weiter flussabwärts bei der Schule Brúarás.
Halldór Laxness ließ in seinem Roman Sein eigener Herr seinen Protagonisten Bjartur auf einem Rentier durch diesen Fluss reiten.